# Archidiocèse de Niterói
L'archidiocèse de Niterói (en latin, Archidioecesis Nictheroyensis) est une circonscription ecclésiastique de l'Église catholique au Brésil.
Son siège se situe dans la ville de Niterói, dans l'État de Rio de Janeiro.
Depuis 2011, son archevêque est José Francisco Rezende Dias (pt). 